# Paradaemonia orsilochus
Paradaemonia orsilochus är en fjärilsart som beskrevs av J. Peter Maassen 1869. Paradaemonia orsilochus ingår i släktet Paradaemonia och familjen påfågelsspinnare. Inga underarter finns listade i Catalogue of Life.